# 29227 Wegener
29227 Wegener (1992 DY13) là một tiểu hành tinh vành đai chính được phát hiện ngày 29 tháng 2 năm 1992 bởi F. Borngen ở Tautenburg.